# Catherine Alioth
Catherine Alioth (* 11. März 1960) ist eine Schweizer Biologin und Politikerin (LDP).

## Leben
Alioth promovierte 1988 an der ETH Zürich. Sie arbeitet als wissenschaftliche Mitarbeiterin an der Universität Basel.
Am 1. Februar 2017 wurde Alioth für die LDP in den Grossrat des Kantons Basel-Stadt gewählt. Dort sitzt sie in der Bildungs- und Kulturkommission. Zudem ist sie Mitglied im Verwaltungsrat der Theatergenossenschaft Basel und Mitglied der Stiftungsräte von propatient und des Zschokke-Hauses der Studentenschaft Basel.
Alioth ist verheiratet und Mutter zweier erwachsener Kinder.